# Marija Mojca Pungerčar
Marija Mojca Pungerčar, likovna umetnica, kostumografinja in urednica, * 1964, Novo mesto. Živi in dela v Ljubljani.

## Šolanje in delo
V Ljubljani je obiskovala Srednjo šolo za oblikovanje in fotografijo (1978-82). Zaposlila se je kot modna oblikovalka v tekstilni industriji (Novotekst, Labod). Nato je študij nadaljevala na Akademiji za likovno umetnost v Ljubljani (1985-89), kjer je diplomirala iz slikarstva pri prof. Andreju Jemcu in nato nadaljevala podiplomski študij slikarstva (1989-91) pri prof. Emeriku Bernardu. V študijskem letu 1992/93 je gostovala na Akademiji za uporabno umetnost, Hochschuele fuer angewandte Kunst na Dunaju. V letih od 1999 do 2001 je študirala na podiplomskem študiju novih žanrov v likovni umetnosti na San Francisco Art Institute, San Francisco, Kalifornija, kjer je leta 2001 magistrirala. Je prejemnica štipendije Avstrijske akademske izmenjave, Fulbrightove, in ArtsLink štipendije.
Med letoma 1983 in 1989 je bila članica umetniške skupine Linije sile. Od leta 1991 deluje kot samozaposlena na področju kulture. Izraža se z instalacijo, videom, fotografijo in performansi. Zanjo so značilni kompleksni večletni socialno angažirani projekti, v katere aktivno vključuje publiko in lokalno prebivalstvo. Posveča se družbeni kritiki in vprašanjem skupnosti. Dela tudi na področju gledališke kostumografije in informiranja za samozaposlene v kulturi. Je ustanovna članica KUD Trivia in Odprte zbornice za sodobno umetnost. Med letoma 2004 in 2013 je bila urednica Artservisa, spletnega portala za informacije s področja kulture. Leta 2014 je ustanovila Novičnik za samozaposlene v kulturi, ki ga tudi vodi in ureja.
Redno razstavlja na razstavah in festivalih tako doma kot v tujini. V Sloveniji je redno prisotna na 10- letnih pregledih slovenske umetnosti v Moderni galeriji in MSUM-u v Ljubljani.

## Izbrani projekti in dela
- Cerche la Femme, instalacija, 1994
- Manekeni (oblačenje spomenikov), 1997
- projekt Pred domačim pragom, 2004
- projekt Bratstvo in enotnost (video, fotografije), 2006
- projekt Socialdress, od 2006
- projekt Singer (fotografija, zvok, video, šivalni stroji, časopis), 2002-2008
- CD Singer, Mojca poje slovenske šiviljske, tkalske in predilske, (glasba Borut Savski), Založba Trivia Records, 2007
- knjiga How Has Art History Changed, 2010

## Nagrade
- nagrada na razstavi študentov udeležencev Kolonije Aero, Likovni salon Celje, 1989
- nagrada Bienala mladih umetnikov za site-specific instalacijo Cerche la Femme, Reka, Hrvaška, 1995
- nagrada Festivala neodvisnega filma za dokumentarni video Čas za sprehod, Trzin, 2012
- Priznanje Riharda Jakopiča za petletni umetniški opus, stanovska nagrada za likovno umetnost za leto 2012, podeljujejo jo ALUO, Moderna galerija, Zveza likovnih kritikov in ZDSLU, Ljubljana, 2013